# Шизо Канакури
Шизо Канакури (на японски: 金栗 四三) е японски лекоатлет, „бащата на маратона в Япония“.
Участва в летните олимпийски игри в Стокхолм през 1912, 1920, 1924 г.

## Биография
Роден е на 20 август 1891 г. в Тамана, Кумамото, ЯпонияИмето му „Шизо“ означава числото „43“, тъй като е роден, когато баща му е на тази възраст. Шизо е 7-о от 8 деца в семейството.
През ноември 1911 г. Канакури участва в първия квалификационен маратон в Япония за олимпийските игри през следващата година и го печели с време 2:32:45, като дистанцията е „около 40 km“, а времето бива считано за световен рекорд в Япония. Той е един от двамата първи японски олимпийци и участва на летните олимпийски игри в Стокхолм през 1912 г. и преди игрите е фаворит за спечелване на олимпийската титла.  След като пътува в продължение на 18 дни с кораб и транссибирската железница, за да достигне Стокхолм, му е необходима петдневна почивка, за да може да участва в маратона. Около тридесетия километър от олимпийския маратон се отказва. Засрамен от действията си, Канакури първоначално отказва да се върне в Япония. През 1967 г. се завръща в Стокхолм на 76-годишна възраст и символично завършва маратонското си бягане. Поради това той е „най-бавният“ състезател, завършил олимпийски маратон в историята, с време от 54 години, 8 месеца, 6 дни, 32 минути и 20,3 секунди. Участва на още два олимпийски маратона – в Антверпен през 1920 г., където завършва 16-и, и в Париж през 1924 г., където не завършва.
През 1917 г. Канакури основава състезанието „Екиден“ между Киото и Токио, което представлява щафетно бягане на дистанции по 53 km с обща дължина около 500 km. Състезанието е създадено по повод петдесетата годишнина от преместването на столицата на Япония от Киото в Токио и се провежда в рамките на три дни от месец април и продължава да се провежда към 2009 г. След края на активната си спортна кариера, Канакури участва в разработването на удобни обувки за маратонско бягане, с каквито Ки-Чън-сон (손기정) печели маратона на олимпийските игри в Берлин през 1936 г., а Шигеки Танака (田中 茂樹) печели като първи японец Бостънския маратон. По-късно работи като учител по география до пенсионирането си.
Умира на 13 ноември 1983 г. в Тамана на 92-годишна възраст.